# 1908 en Grèce
Chronologie de la Grèce
- 1904
- 1905
- 1906
- 1907
- 1908
- 1909
- 1910
- 1911
- 1912

Cette page concerne les évènements survenus en 1908 en Grèce  :

## Sport
- Participation de la Grèce aux Jeux olympiques de Londres.
- Championnat Panhellénique 1907-1908 (en) (football)
- Championnat Panhellénique 1908-1909 (en)
- Création du club de football Panathinaïkos.

## Dissolution
- Groupe japonais (en)

## Naissance
- Renée Béja, artiste peintre et décoratrice de théâtre.
- Filopímin Fínos, producteur de cinéma.
- Geórgios Kartális, personnalité politique.
- Ioánnis Koútsis (el), tireur sportif.
- Dimítris Myrát, comédien, metteur en scène, directeur de théâtre et écrivain.
- Napoleon Papageorgiou (en), athlète (javelot).
- Níkos-Gavriíl Pentzíkis (el), écrivain et peintre.
- Anthoúla Stathopoúlou-Vafopoúlou, poétesse et dramaturge.
- Kóstas Valsámis (el), sculpteur.
- Dimítris Vlantás, secrétaire général du Parti communiste de Grèce.

## Décès
- Ilías Koundourás (el), militaire.
- Ioánnis Roúfos (el), personnalité politique.
- Ioánnis Tsakasiános (el), poète.
- Dimítrios Vikélas, premier président du Comité international olympique.
- Panagiótis Zános (el), dramaturge.

## Autre
- Découverte du disque de Phaistos, en Crète.
- Achèvement du bâtiment de l'Institut archéologique autrichien d'Athènes.